# Ur-Nanshe

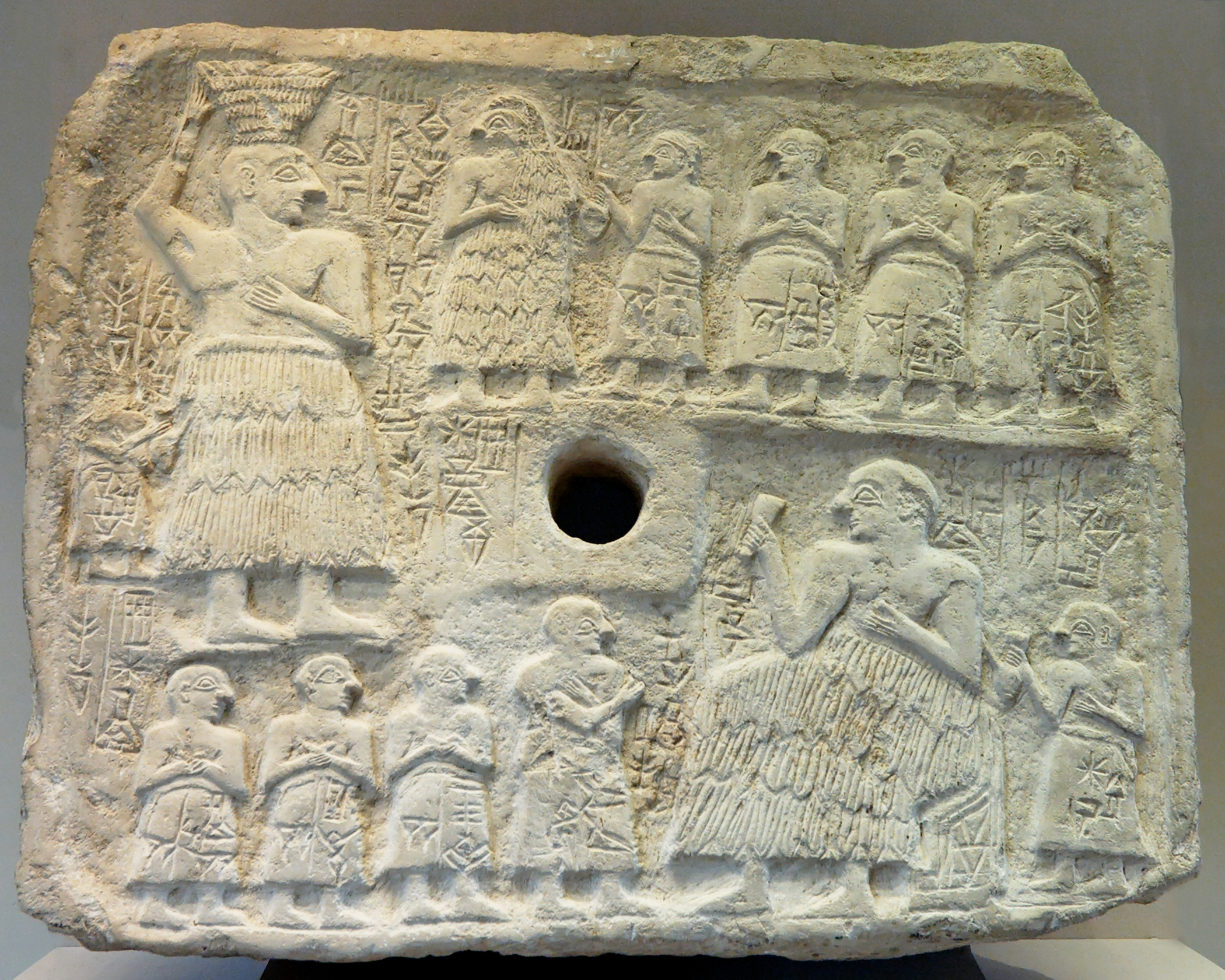
Relieve de Ur-Nanshe.

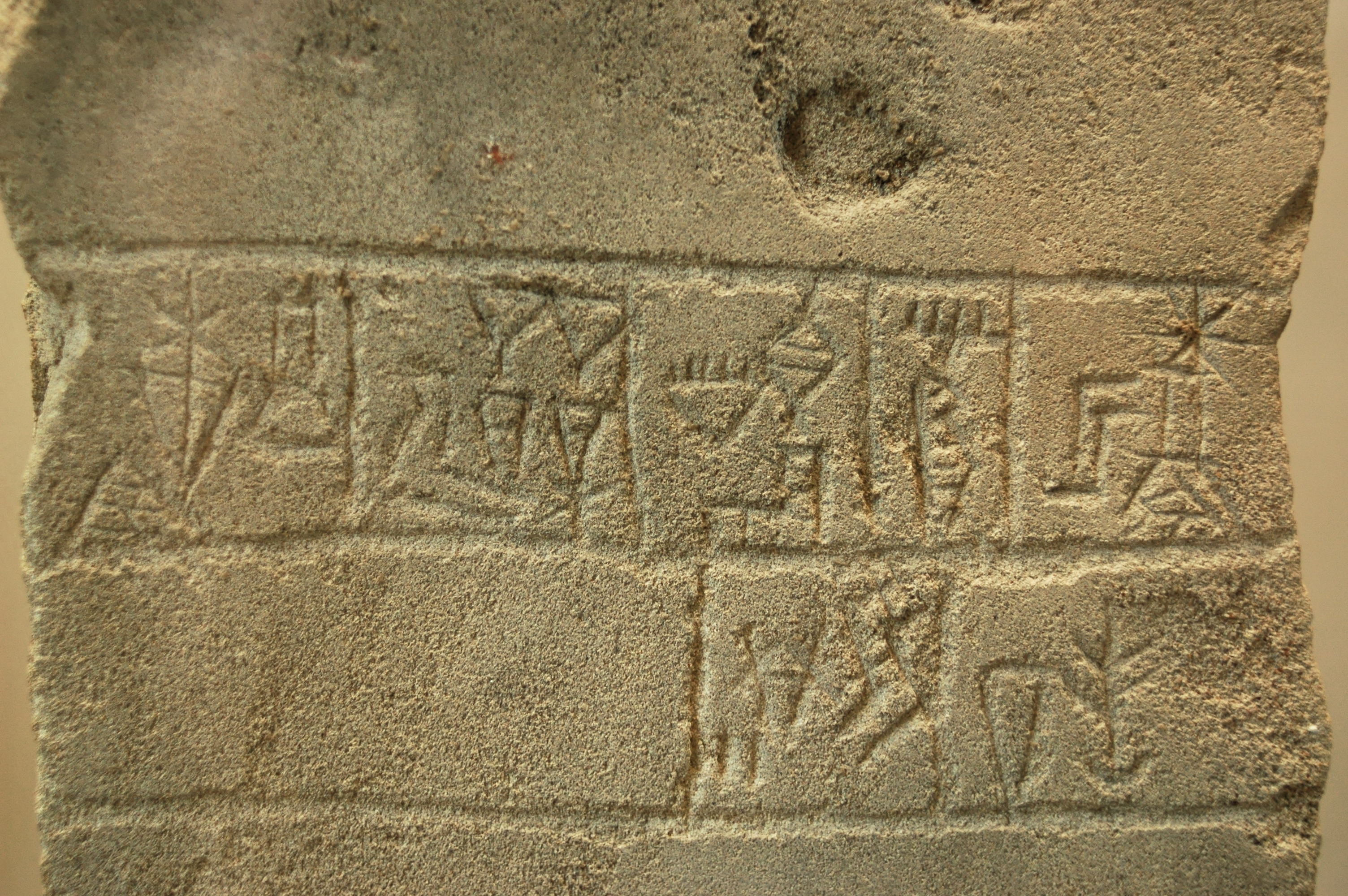
Inscripción en sumerio e la que se lee «Ur-Nanshe, hijo de Gunidu, para Ningirsu».

Ur-Nanshe fue un rey de la ciudad sumeria de Lagash que vivió hacia el siglo XXVI a. C. (período Dinástico Arcaico). Fue sucesor de Lugalshagengur, quien a su vez sucedió a Enhegal, el primer ensi de la ciudad del que se tiene referencia. Sin embargo no pertenecía a esa familia real, por lo que es posible que usurpase el trono. Fue sucedido por su hijo, Akurgal.
Se tiene constancia de que ya en su tiempo existía comercio entre las ciudades de Mesopotamia y el área del golfo Pérsico en torno al actual Baréin. Otras inscripciones describen numerosas inauguraciones de templos y canales de riego.